# Иванковић
Иванковић је јужнословенско презиме, настало од мушког имена Иванко. Значајни људи са овим презименом су:
- Антун Иванковић (1939), хрватски веслач
- Бранко Иванковић (1954), хрватски фудбалски менаџер
- Ведран Иванковић (1983), хрватски фудбалер
- Златко Иванковић (1952), хрватски фудбалски менаџер
- Жељко Иванковић (1954), хрватски књижевник
- Јуре Иванковић (1985), босанскохерцеговачки фудбалски менаџер
- Крешимир Иванковић (1977), хрватски рукометаш
- Марио Иванковић (1975), босанскохерцеговачки и хрватски фудбалски менаџер
- Ненад Иванковић (1948), хрватски новинар
- Нивес Иванковић (1967), хрватска глумица